# Pieter van Schuylenbergh
Petrus (Pieter) Van Schuylenbergh (Aalst, 3 maart 1872 - 13 februari 1963) was een Belgisch volksvertegenwoordiger.

## Levensloop
Hij was een zoon van de schoenmaker Frans Van Schuylenbergh en van Catharina De Naeyer. Hij trouwde met Anna-Maria Luca en, na haar dood in 1913, met Maria-Ludovica Van Bastelaere.
Na zijn lager onderwijs werd Van Schuylenbergh letterzetter in Brussel, waarna hij het beroep van drukker leerde bij Pieter Daens. Later leidde hij de Volksdrukkerij Dirk Martens.
Van 1888 tot 1891 volgde hij avondlessen aan de Aalterse Academie voor Schone Kunsten. In zijn vrije tijd was Van Schuylenbergh actief als kunstenaar: zo was hij dichter, toneelspeler, schilder en tekenaar. Als Vlaamsgezinde was hij bovendien van 1888 tot 1893 bestuurslid van Het Vlaamsche Taalgild en van 1903 tot 1907 bestuurder van het Algemeen-Nederlands Verbond.
Rond 1896 vestigde Van Schuylenbergh zich als drukker in Ninove en vervolgens vestigde hij zich in 1901 in Aalst. Vanaf 1898 was hij uitgever van Klokke Roeland, het weekblad van de Christene Volkspartij. Ook was hij van 1907 tot 1911 uitgever van De Vrije Werken, van 1908 tot 1911 van Nieuw leven voor het arrondissement Aalst, van 1908 tot 1912 van De Dageraad en van 1909 tot 1914 van het Overzicht der Katholieke Nederlandsche Pers en vanaf 1912 van het parochieblad van St.-Martinus.
Als voorstaand militant van de Christene Volkspartij en de daensistische beweging was Van Schuylenbergh in 1895-1896 medeoprichter van de Kring voor Sociale Studie en de Christelijke Volksbond. Zowel bij de parlementsverkiezingen van 1898 als die van 1900 stond hij op daensistische lijsten, maar in 1905 verliet Van Schuylenbergh de Christene Volkspartij. Vervolgens sloot zich aan bij de Katholieke Partij en werd hij lid van de Katholieke Werkmanskring. Van Schuylenbergh werd een van de boegbeelden van het katholiek syndicalisme in het arrondissement Aalst.
Van 1919 tot 1946 zetelde Van Schuylenbergh voor het arrondissement Aalst in de Kamer van volksvertegenwoordigers.

## Publicaties
- Verdruk den mindere niet, drama in drie bedrijven, Waregem, Putman, 1901.
- Burgemeester en bedelaar, toneelspel, Waregem, Putman, 1902.
- Vlaamsche Koppen. Mr Eugeen Bosteels, Aalst, 1925.